# Sneff József
Sneff József (Nagykanizsa, 1887. augusztus 31. – Nagykanizsa, 1919. október 9.) politikus, munkáspénztári hivatalnok, eredeti foglalkozását tekintve ács, 1918-ban a Nagykanizsai Nemzeti Tanács elnöke, 1919 januárjától kormánybiztos, a kommün idején a nagykanizsai direktórium, a munkástanács és Alsó-Zala vármegye elnöke.

## Élete
Munkáscsaládba született, apja Sneff József, anyja Komondi Katalin. Kezdetben mint asztalossegéd dolgozott, majd munkásbiztosítási tisztségviselő lett. Szülővárosában a szociáldemokrata párt szervezetének volt titkára, a párt utasítására az 1917 nyarán létrejövő nagykanizsai választójogi blokkjának társelnöke volt. Szerepet vállalt az 1918 januári nagykanizsai vasutassztrájk szervezésében, mint az erre létrehozott száztagú munkástanács tagja, emiatt azonban január 31-én letartóztatták és hadbíróság elé került. 1918 októberében bekerült az MSZDP Igazoló Bizottságába, 31-én pedig a Nagykanizsai Nemzeti Tanács elnöke lett. 1919. január 23-án szülővárosa kormánybiztosa lett, ebben a minőségében lényegében átszervezte a képviselő-testületet, egy új szervezetet, a munkásemberekből álló néptanácsot hozta létre a testület jogainak gyakorlására. 1919. március 19-én főispáni kormányzóbiztos lett, a kommün alatt először a helyi ideiglenes dikretórium elnöke lett, az áprilisban tartott tanácsválasztások során pedig a 70 tagot számláló Munkás-, Katona- és Paraszttanács elnökévé is megválasztották. Miuán Landler Jenő mint belügyi népbiztos kettéválasztotta Zala vármegyét, Sneffet Alsó-Zala vármegye elnökévé is megtették. Augusztus elején a Peidl-kormány még kinevezte kormánybiztossá, azonban a kormányváltást követően augusztus 7-én a nagykanizsai városházán letartóztatták. Néhány hét múlva meghalt a nagykanizsai kórházban, a halál oka: kétoldali tüdőlob. Nagykanizsán temették el. 

## Emlékezete
Szülővárosában egy időben tér viselte nevét. Az Andrejka Jenő Ált. Isk. úttörőcsapatának is névadója lett.